# Bataille d'Old Byland
Première guerre d'indépendance de l'Écosse
Batailles
La bataille d'Old Byland opposa le royaume d'Écosse et le royaume d'Angleterre le 14 octobre 1322. Elle est aussi appelée bataille de Byland Moor ou bataille de Byland Abbey.

## L'instabilité politique en Angleterre en 1322
Depuis leur grande victoire à la bataille de Bannockburn en 1314, les Écossais mènent des raids dans le Nord de l'Angleterre. La ville de Berwick-upon-Tweed est prise en 1318 et les Écossais arrivent aux portes d'York en septembre 1319. Édouard II d'Angleterre n'arrive pas à mettre fin à ses attaques d'une part car il refuse de reconnaître Robert Bruce comme roi d'Écosse et d'autre part car il est en permanence en conflit avec la fronde des barons menée par son cousin Thomas de Lancastre.
La trêve négociée à la Noël 1319 expire en janvier 1322 et les raids écossais recommencent. Les Écossais pillent Hartlepool, Richmond et Darlington. Lancastre, qui est en rébellion contre le roi, ne réagit pas et s'enferme au château de Pontefract. Édouard II ordonne à son lieutenant dans le Nord, Andrew Harclay, de concentrer ses efforts à battre les barons avant de se consacrer à repousser les Écossais. Harclay bat Lancastre à la bataille de Boroughbridge le 16 mars 1322. Lancastre et ses alliés sont capturés et exécutés sans procès sur ordre du roi.
Édouard a désormais pris sa revanche sur les barons qui avaient fait exécuter son favori Piers Gaveston en 1312. L'opposition abattue, le roi devient le maître incontesté du royaume : au Parlement de York, en mai 1322, Édouard publie une loi qui abroge les Ordonnances de 1311 qui limitaient son pouvoir. Le roi n'est plus soumis à la volonté du Parlement, et les hauts seigneurs, les prélats et les Communes doivent endurer la loi royale en silence.

## La campagne d'Édouard II
Débarrassé des problèmes internes, Édouard tourne son attention vers l'Écosse. Mais au moment où il commence à faire avancer son armée en août 1322, Robert Bruce est plus que prêt. Il retire son armée au-delà de la rivière Forth et emporte avec lui tous les vivres. Dans le Lothian les Anglais n'auraient trouvé qu'une vache boiteuse, ce qui fait dire au comte de Surrey :

« Il s'agit sans doute du bœuf le plus cher que j'ai jamais vu. Il a sûrement coûté mille livres et plus ! »

La campagne militaire d'Édouard est décrite ainsi dans Scalacronica : 

« Le roi marcha sur Édimbourg, mais à Leith sont survenues une telle maladie et une telle famine sur les fantassins de cette grande armée, qu'ils furent obligés de battre en retraite pour trouver de la nourriture ; c'est à ce moment-là que le cheval léger du roi fut abattu par James de Douglas. Aucun soldat n'osa quitter le corps principal de l'armée pour chercher de la nourriture dans les fourrages, les Anglais étaient si harcelés et si usés par le combat qu'avant qu'ils n'arrivent à Newcastle, il y avait une telle peste dans l'armée faute de nourriture, qu'ils furent obligés de se disperser. »

## Invasion écossaise
Pour se venger, les Anglais détruisent Holyrood Abbey. Cependant, la retraite forcée a un mauvais effet sur le moral des troupes semblable à celui des soldats anglais après la déroute de Bannockburn. Les craintes sont partagées au sein de l'état-major anglais car une retraite anglaise signifie qu'une attaque écossaise est imminente.
Bruce, qui poursuit les Anglais, traverse le Solway Firth, rassemble des troupes supplémentaires en Argyll et pénètre dans le Yorkshire. Après son retour d'Écosse, Édouard s'établit avec son épouse Isabelle de France à l'abbaye de Rievaulx. À sa grande surprise, les Écossais s'en approchent dangereusement à la mi-octobre. Édouard ordonne à son cousin le comte de Richmond de repousser cette attaque. Ce dernier s'établit près de l'abbaye de Byland.
Pour le déloger de sa position stratégique, Bruce lance une charge sur l'armée anglaise afin qu'elle le poursuive en dehors de la colline. Cela permet à une petite force écossaise qui s'était cachée d'enfoncer l'arrière de l'armée de Richmond. Ce dernier est fait prisonnier tandis que ceux qui tentent de s'enfuir sont tués dans la mêlée.

## Vers la paix
Alarmé par cette situation, Édouard se retire en toute hâte à Londres en abandonnant ses effets personnels. Bruce se retire quant à lui en Écosse.
Cette débâcle convainc Andrew Harclay que l'Angleterre ne peut remporter cette guerre, du moins pas avec Édouard II comme roi[réf. incomplète]. Il décide donc d'entrer en pourparlers avec les Écossais à l'insu de son suzerain[réf. incomplète]. Le 3 janvier 1323, il signe un traité de paix avec Robert Bruce à Lochmaben. L'Écosse est reconnue indépendante, Robert doit payer 40 000 marcs aux Anglais et s'engage à marier son héritier avec la candidate que lui proposera le roi Édouard[réf. incomplète]. Après ce traité, Harclay ne peut guère s'attendre à la clémence royale. Pour autant, ses actions ne sont pas nécessairement le produit de machinations politiques : il est possible qu'il ait simplement cherché la meilleure façon de sortir l'Angleterre d'une situation difficile. Harclay est arrêté le 25 février sur ordre du roi, dépouillé de ses titres et charges et exécuté quelques jours plus tard. 
Édouard négocie cependant une nouvelle trêve de treize ans avec Bruce le 30 mai 1323. La paix entre l'Angleterre et l'Écosse ne sera signée qu'en 1328 lors du traité d'Édimbourg-Northampton.

## Sources
- Barbour, John, The Bruce, trans. A. A. H. Douglas, 1964.
- Gray, Sir Thomas, Scalicronica, trans. H. Maxwell, 1913.
- The Lanercost Chronicle, trans. H. Maxwell, 1913.
- Barrow, G. W. S. Robert Bruce and the Community of the Realm of Scotland, 1964.
- Barron, E. M. The Scottish War of Independence, 1934.
- Scammel, J., Robert I and the North of England, in The English Historical Review, vol. 73, 1958.